# 吉田玲子
吉田玲子（日语：／ Yoshida Reiko，1967年—），日本女編劇。出身於廣島縣。日本編劇聯盟會員。

## 來歷
1992年，吉田玲子從法政大學文學院畢業後，其小說獲得塞西爾劇本大獎（原創影片）佳作，並以獲得NHK中國四國廣播劇大賽佳作。得獎的廣播劇將陸續播出。
1994年，她以《七龍珠Z》（第244話）首次擔任編劇。1990年代末期參與了《小魔女DoReMi》、《丸少爺》系列等作品。後來在2002年，她為吉卜力工作室的電影《貓的報恩》寫了劇本。也參與了另一部吉卜力電影《霍爾的移動城堡》（細田守版）的劇本創作，並完成了該項目，但由於製作停滯而被擱置。
2014年、2017年、2021年、2023年四度獲得東京動畫獎年度動畫部門「原作、劇本獎」。

## 參加作品
粗體字表示劇本統籌作品，除特別說明外則擔任編劇。年譜以第一次參加年表示。

### 電視動畫
1994年
- 七龍珠Z

1995年
- H2
- VR快打[1]

1996年
- 少年桑塔的大冒險（日语：サンタクロースの冒険#テレビアニメ）
- 流星花園
- 水色時代

1997年
- 甜心戰士F
- 呱呱響叮噹（日语：ケロケロちゃいむ）
- 幸運騎士L（日语：フォーチュン・クエストL）
- 夢之蠟筆王國

1998年
- 丸少爺[注 1]
- 機甲發明小子
- 甜蜜小天使 (1998年版)

1999年
- 小魔女DoReMi
- 快感指令（日语：快感・フレーズ）[注 2]
- 大嘴鳥
- 週刊故事樂園（日语：週刊ストーリーランド）「老虎喜歡的國王」
- 超級發明小子（日语：超発明BOYカニパン）
- 數碼寶貝大冒險
- 徽章戰士

2000年
- 小魔女DoReMi ♯
- 數碼寶貝大冒險02

2001年
- 妙妙魔法屋
- ANGELIC LAYER 天使領域
- 野野子（日语：ののちゃん）
- 神影小偵探
- 數碼寶貝03馴獸師之王

2002年
- 銀河俠盜JING
- 妙妙魔法屋2
- 閃靈二人組
- 數碼寶貝04無限地帶
- BOM BOM 彈珠人太空戰士

2003年
- 妙妙魔法屋3
- GAD GUARD
- 萬花筒之星
- 萬花筒之星 嶄新之翼
- 廢棄公主
- DigiGirl POP！（日语：デジガールPOP!）
- 波波羅古洛伊斯

2004年
- 怪傑佐羅力
- 現視研
- 校園迷糊大王
- 瑪莉亞的凝望[2]
- 瑪莉亞的凝望 ～春～
- 棒球大聯盟 1st season
- 森林爺爺與森林小子（日语：愛知万博のマスメディア#アニメ）

2005年
- 水星領航員 The ANIMATION
- 英國戀物語艾瑪
- Canvas2 ～彩虹色的圖畫～[3]
- 甲蟲王者 森林居民的傳說
- 魔界女王候補生
- 喜歡所以喜歡
- 蜜桃女孩
- 血戰+
- 認真地不認真的怪傑佐羅力

2006年
- 水星領航員 The NATURAL
- 神樣家族
- 金色琴弦 ～primo passo～
- Ghost Hunt
- 彩雲國物語 第1系列
- 死神的歌謠
- 獸王星
- D.Gray-man
- 變身公主
- REC

2007年
- 鬼太郎 (第5作)
- 逮捕令 全速前進
- 帝托拉傳奇
- 蟲之歌
- 羅密歐×茱麗葉[4]

2008年
- ARIA The ORIGINATION
- 再造人卡辛 Sins（日语：キャシャーン Sins）
- 二十面相少女[5]
- 我家有個狐仙大人。[6]

2009年
- 海物語 ～有你相伴～
- 金色琴弦 ～secondo passo～
- 黑神 The Animation[7]
- K-ON！輕音部
- 獸之奏者 艾琳
- 奇蹟少女KOBATO.
- 瑪莉亞的凝望 4th Season

2010年
- 學生會長是女僕！
- K-ON!! 輕音部
- 青春CUP
- 數碼寶貝合體戰爭
- 交響情人夢 最終篇
- 爆漫王。

2011年
- 成年女性的動畫時間「滑過河面的風」
- 少年同盟
- 幸福光暈 ～hitotose～
- 數碼寶貝交錯戰爭 ～邪惡的死亡指揮官與七個王國～
- 數碼寶貝交錯戰爭 ～穿越時空的少年獵人們～
- 爆漫王。2
- 迷茫管家與膽怯的我[8]

2012年
- 少女與戰車[9]
- 少年同盟2
- 女子落
- 白熊咖啡廳
- 聖鬥士星矢Ω
- 爆漫王。3

2013年
- 成年女性的動畫時間「人生Best 10」
- 學生會的一存 Lv.2
- 玉子市場[10]
- 幸福光暈 ～More Aggressive～
- 開漫－啦！
- 銀河機攻隊 莊嚴皇子[11]
- Free！
- 飆速宅男
- 小鎮有你
- 悠悠哉哉少女日和[12]

2014年
- 魔女的使命
- 女友伴身邊
- 獻給某飛行員的戀歌
- 花舞少女
- 飆速宅男 GRANDE ROAD
- 白箱

2015年
- 城下町的蒲公英[13]
- 悠悠哉哉少女日和 Repeat[14]

2016年
- 春&夏事件簿 ～春太與千夏的青春～
- 蒼之彼方的四重奏
- 無彩限的幻影世界
- 高校艦隊
- 男子啦啦隊!!

2017年
- TSUKIPRO THE ANIMATION

2018年
- 紫羅蘭永恆花園[15]
- 妖精森林的小不點

2019年
- 寶可夢 旅途

2020年
- 魔術士歐菲迷途之旅
- 阿爾蒂[16]

2021年
- 悠悠哉哉少女日和 Nonstop[17]
- 藍色時期[18]

2022年
- 平家物語[19]
- 相合之物[20]

2023年
- 動畫 角落小夥伴 天空藍的每一天

### 電影動畫
1999年
- 劇場版 數碼寶貝大冒險

2000年
- 數碼寶貝大冒險：我們的戰爭遊戲！
- 數碼寶貝大冒險02 前篇：暴龍旋風登陸 危機再現!!／後篇：超絕進化!! 黃金裝甲最強之力！
- 丸少爺：約定之夏 邪留與瀨見羅

2001年
- 數碼寶貝大冒險02：超惡魔獸的逆襲

2002年
- 貓的報恩

2006年
- 勇者物語（編劇協力）

2009年
- 宵星傳奇 ～The First Strike～

2011年
- 手塚治虫的佛陀 -美麗的紅色沙漠！-
- 劇場版 K-ON！輕音部

2012年
- 青之驅魔師 -劇場版-

2014年
- BUDDHA2 手塚治虫的佛陀 -無盡的旅程-
- 玉子愛情故事

2015年
- 劇場版 飆速宅男
- 少女與戰車 劇場版（日语：ガールズ&パンツァー 劇場版）

2016年
- 劇場版 聲之形[21]

2017年
- 宣告黎明的露之歌[22]
- 少女與戰車 最終章

2018年
- 莉茲與青鳥
- 悠悠哉哉少女日和 Vacation[23][24]
- 劇場版 溫泉屋小女將[25]

2019年
- 若能與你共乘海浪之上[26]
- 紫羅蘭永恆花園外傳：永遠與自動手記人偶

2020年
- 劇場版 紫羅蘭永恆花園[27]

2021年
- 海岬的迷途之家[28]
- 角落小夥伴：藍色月夜的魔法之子
- 扶桑花女孩之舞

2024年
- DEAD DEAD DEMON'S DEDEDEDE DESTRUCTION 惡魔的破壞
- 你的顏色

### OVA
1998年
- 火宵之月 ～秋狂言～（日语：火宵の月）

1999年
- 最遊記

2000年
- 快打旋風ZERO -THE ANIMATION-

2001年
- 浪客劍心 星霜篇

2004年
- 銀河俠盜JING in Seventh Heaven
- 萬花筒之星 嶄新之翼 -EXTRA STAGE-

2005年
- 萬花筒之星 鳳凰傳說 ～蕾拉·漢米頓物語～

2006年
- 瑪莉亞的凝望 3rd Season

2010年
- 幸福光暈

### 特攝影集
- 千年王國三槍手（1999年）
- STAR BOWS（日语：スターぼうず）（2000年）
- 多米英雄援救武装（2008年）

### 真人電影
- 白魔女學園（日语：白魔女学園）（2013年）
- 白魔女學園 結束和開始（日语：白魔女学園）（2015年）
- 向上攀吧小寺同學（2020年）
- 藍色時期（2024年）
- 神奇柑仔店 錢天堂（2024年）

### 電視劇
- 中學生日記
- 怪廚博士（1995年，編劇協力）
- Tokyo23區女子（1996年）
- 天氣預報大姊姊（日语：お天気お姉さん (漫画)）（1997年）
- （1997年）
- （1998年）
- 透明少女air（日语：透明少女エア）（1998年）
- 黑色推銷員（1999年）
- 愛美大作戰（日语：OLヴィジュアル系）（2000年）
- 忌妒女人香（日语：嫉妬の香り）（2001年）
- 心靈感應（日语：サトラレ）（2002年）
- 愛上無賴男（日语：だめんず・うぉ〜か〜 (テレビドラマ)）（2006年）
- 時效警察歸來（2007年）
- 女帝（2007年）
- 路人超能100（2018年）
- 17歲帝國（日语：17才の帝国）（2022年5月，NHK綜合）[29]

### 廣播劇
- NHK青春冒險（日语：青春アドベンチャー）「忍風KAMUI外傳（日语：カムイ外伝）」、「續·忍風KAMUI外傳」（1995年）
- 寄生前夜（1995年）
- 更多！純愛手札（日语：もっと!ときめきメモリアル）（1995年）
- NHK青春冒險「分身」（1998年）

### 遊戲
- 學園號角曲（2014年，劇本監修）
- 淑女風範4 星光☆設計師（日语：Girls Mode 4 スター☆スタイリスト）（2017年，劇本）

### 漫畫
- （劇本監修，原作：狩野白，作畫：紅林直（日语：紅林直））
- 東京喵喵（2000年，原作劇本）

### 小說
- 颱風戰車（《少女與戰車 劇場版》預售票特典小說，2015年）
- 草原的光輝（〈KA Esuma文庫〉，2023年11月 ISBN 978-4-910052-46-5）

### 其它
- 巧克力島（《與媽媽同樂（日语：おかあさんといっしょ）》第10代布偶劇，2000年4月3日—2009年3月19日)

## 腳註

## 相關項目
- 霍爾的移動城堡
- 佐藤順一
- 川面真也
- 山田尚子
- 日本動畫師列表（日语：アニメ関係者一覧）
- 日本編劇列表（日语：脚本家一覧）

## 外部連結
- （日語）—吉田玲子的官方個人網站。